# Every Time
'Every Time' es una canción de la cantante estadounidense Janet Jackson de su sexto álbum de estudio, The Velvet Rope (1997). En Japón, fue lanzado como tercer sencillo del álbum el 25 de marzo de 1998, mientras que en los Estados Unidos, fue lanzado como sexto y último sencillo del álbum en noviembre de 1998. La canción ha sido descrita como una balada que líricamente profundiza en el miedo al amor del protagonista.Jackson sólo lo interpretó en la última fecha japonesa del The Velvet Rope Tour en Tokio.
El sencillo alcanzó el puesto cincuenta y dos en Australia, el sesenta y siete en Alemania y el noventa y cinco en Francia. Pero en Islandia alcanzó el puesto número 5. En Estados Unidos no logró figurar en el Billboard Hot 100 debido a su nula promoción, pero alcanzó el puesto veinticinco en la lista Bubbling Under Hot 100 Singles.
El vídeo musical que lo acompaña fue filmado en el entonces nuevo spa Therme Vals en Vals, Graubünden, en los Alpes suizos, con la dirección de Matthew Rolston en asociación con Howard Schatz, un experto en ropa interior. Se estrenó el 5 de octubre de 1998 en HBO y posteriormente se exhibió dos veces al día antes de la transmisión del concierto especial de The Velvet Rope Tour una semana después. El video musical muestra a Jackson parcialmente desnudo en el agua. Se aprecia un fuerte tono verde en el video a través de la iluminación, la tela que rodea el cuerpo de Jackson y sus lentes de contacto. El video apareció en la edición extra limitada en DVD de All for You de 2001, así como en el DVD de 2004 "From Janet to Damita Jo: The Videos".